# ヨハン・ゴットリープ・グラウン
ヨハン・ゴットリープ・グラウン（Johann Gottlieb Graun, *1702/1703年 ヴァーレンブリュック - †1771年10月27日 ベルリン）は、ドイツ前古典派の作曲家・ヴァイオリン奏者。弟カールは声楽家および作曲家で、プロイセン王フリードリヒ２世（大王）の宮廷楽長を務めた。

## 生涯
1713年、ドレスデンの聖十字架教会附属学校に入学。修了後はライプツィヒ大学へ学籍登録した。1719年以降はドレスデンでピゼンデルに師事し、本格的にヴァイオリニストとしての研鑽を積み始める。1721年から1723年にかけて、およそ6ヶ月間ほどパドヴァに滞在。同地でタルティーニに師事しさらなる研鑚を積む。帰国後まもなく、メルゼブルクの宮廷楽団統率者（Capell-Direktor）の内定を受け、以後ヴァイオリンのヴィルトゥオーゾとしての地位を確かなものとしていった。J. S. バッハは1726年から翌27年にかけての数ヶ月間、長男ヴィルヘルム・フリーデマン・バッハをグラウンのもとへと派遣してヴァイオリン修行をさせている。またこの頃、初となる作品出版もおこなっている（6つのヴァイオリン・ソナタ集）。1731年頃から一時アローゼンの宮廷楽団に在籍した後、1732年にプロイセン王太子フリードリヒ（後の大王）私設の宮廷楽団員に迎えられた。その後ヨーハン・ヨアヒム・クヴァンツやフランツ・ベンダ、またJ. S. バッハの次男カール・フィリップ・エマヌエル・バッハを迎えることになる同楽団において、グラウンは最初に楽団員として採用された音楽家となった。1740年、フリードリヒの即位に伴い楽団が正式に王室付属のものとなってからは楽師長（コンサートマスター）に任じられ、以後1771年の死までその地位にあった。
弟カールがオペラや教会音楽の分野で多く作品を残したこととは対照的に、兄グラウンは器楽作品をその中心的な作曲レパートリーとした。フランス風序曲、シンフォニア、ヴァイオリン協奏曲、チェンバロ協奏曲、コンチェルト・グロッソ、四重奏曲、トリオ・ソナタ、ヴァイオリン・ソナタに多くの作例が認められるほか、イタリア語のテキストを持つ世俗カンタータなども複数残している。高度な技巧をオーケストラに要求する作品が多いことから、その多くは宮廷での利用を考え作曲されたものであると思われる一方、具体的にどのような場面で作品が演奏されていたのかは分かっていない。1760年頃には現役を退き、公の場で演奏活動を行うことはそれ以後なかったと考えられている。作品はそのほとんどが筆写譜で伝承されている一方、残された自筆譜は非常に少なく、作曲年代が特定できる作品もほとんどない。また、弟が著名なオペラ作曲家であったことからしばしば両者は混同され、ヨーハン・ゴットリープの業績に対し個別に目が向けられることは、その生前から極めて少なかった。だが、多くの作品が筆写を通じ広範に流通していたことや、プロイセン王室宮廷楽団楽師長という高い社会的地位を保持していたことから、同時代の音楽家に対して与えた規範的役割は相当大きなものがあったと推測できる。事実、Tobias SchwingerやNobuaki Tanakaは、兄グラウンの果たした同時代的役割の大きさを協奏曲の分野に限定しながらも論じている。特に後者は、50曲近く残されているヴァイオリン協奏曲について論じる中で、兄グラウンがその後の北・中央ドイツ地域のヴァイオリン音楽に対し基盤的貢献をしたものの、その成果は多くフランツ・ベンダのものとして認識されることになったと結論づけている。実弟と弟子の名声の影に隠れ、兄グラウンへの正当な評価はその生前から常に阻害され続けてきたと言えるだろう。
作品目録は2006年にChristoph Henzelによって作成されたものが存在している（GraunWV）。